# Club Olimpo
Il Club Olimpo, chiamato comunemente Olimpo de Bahía Blanca o solo Olimpo, è una società polisportiva con sede a Bahía Blanca, in Argentina. È noto soprattutto per la sua sezione calcistica, la quale gioca in Torneo Federal A, la terza serie del campionato argentino di calcio.

## Storia

### 1910 - 1984
Il 15 ottobre del 1910, un gruppo di cittadini di Bahía Blanca si riunì per creare una società polisportiva che si occupasse prevalentemente di calcio.
Dalla suddetta riunione venne fuori il primo comitato di dirigenti, consistente nel presidente Jorge Avellanal, nel suo vice Natalio Reynoso, nel segretario Emilio Cabral e nel tesoriere Celso Gutierrez.
Per prima cosa, fu votato e approvato per 11 voti contro 2 il nome di Olimpo, riferendosi al Monte Olimpo che la mitologia greca considerava la residenza degli dèi. Avellanal propose anche i colori sociali, oro neri, poiché era un simpatizzante della squadra uruguaiana del Peñarol.
L'Olimpo diventò presto il club più importante della città, riscuotendo successi anche in altre discipline della polisportiva come ad esempio la pallacanestro.

### 1984-2002
Partecipò alla Primera División Argentina 1984 con ottimi risultati che portarono la squadra a disputare la Liguilla Pre-Libertadores 1986, ottenendo peraltro uno storico 1-1 con il Boca Juniors alla Bombonera. Gli anni ottanta videro grandi performance a livello regionale, le quali permisero la partecipazione alla prima divisione. Inoltre vinse nel 1983 e 1986 le finali regionali, e perse quelle del 1982 contro il Club Atlético Mariano Moreno di Junín) e del 1985 (contro il Ramón Santamarina di Tandil). I giocatori più rappresentativi degli anni '80 dell'Olimpo furono: Manuel Cheiles, Raúl Daniel Schmidt, Ramón Palacio e Ramón Mansilla.
Tornò nel Nacional B nel 1996 e nel 2002, sotto la guida di Gustavo Alfaro, e ottenne anche la promozione nella massima serie per quattro stagioni. Tra i migliori di questo periodo si notano Mauro Laspada, Rogelio Martínez e Alejandro Delorte.

### 2002-2007
Le partite più significative del suo periodo in prima divisione furono le vittorie contro l'Independiente 3-0 al Cilindro de Avellaneda e contro il Racing Club 2-0 nel Clausura 2003, e in casa contro il San Lorenzo 3-0 nel Clausura 2004, e addirittura al Monumental contro il River Plate nel Clausura 2005 per 2-0 e per 2-1 nel Apertura in casa.
Il 2 dicembre del 2006 l'Olimpo vinse il Torneo Apertura della Primera B Nacional contro il CAI di Comodoro Rivadavia in casa per 2-0.
Il 2 giugno del 2007, l'Olimpo de Bahía Blanca sconfisse per 2 a 1 l'Atlético de Rafaela, vincendo il Torneo Clausura e tornò in prima divisione. I marcatori furono Sergio Bieler al 21' del primo tempo per l'Atlético de Rafaela, poi Ismael Blanco al 45', e al 3' del secondo tempo Martín Cabrera.

## Tifoseria
La maggior parte dei tifosi dell'Olimpo sono a Bahía Blanca e nella regione. La tifoseria dell'Olimpo si chiama "La 74". Ha buoni rapporti con l'Aldosivi de Mar del Plata, in Newell's e il Tiro Federal de Bahía Blanca . Gli avversari più acerrimi sono, oltre ai restanti club della città meno appunto il Tiro Federal, il Cipolletti, il Alvarado de Mar del Plata, l'Almirante Brown e il Quilmes.

## Rosa 2017-2018
| N. |                      | Ruolo | Calciatore          |
| -- | -------------------- | ----- | ------------------- |
| 1  | Argentina (bandiera) | P     | Jorge Carranza      |
| 2  | Argentina (bandiera) | D     | Sergio Ojeda        |
| 3  | Argentina (bandiera) | D     | Cristian Villanueva |
| 5  | Argentina (bandiera) | C     | Lucas Villarruel    |
| 6  | Argentina (bandiera) | D     | Matías Cahais       |
| 7  | Argentina (bandiera) | A     | Luis Vila           |
| 9  | Argentina (bandiera) | A     | Ramón Lentini       |
| 10 | Argentina (bandiera) | C     | Ezequiel Vidal      |
| 11 | Argentina (bandiera) | A     | Franco Troyansky    |
| 12 | Argentina (bandiera) | P     | Guido Villar        |
| 13 | Argentina (bandiera) | D     | Nicolás Herranz     |
| 14 | Argentina (bandiera) | C     | Franco Bellocq      |
| 15 | Uruguay (bandiera)   | D     | Renzo Ramírez       |
| 16 | Argentina (bandiera) | C     | Lucas Mancinelli    |

| N. |                       | Ruolo | Calciatore           |
| -- | --------------------- | ----- | -------------------- |
| 17 | Argentina (bandiera)  | C     | Maximiliano Fornari  |
| 18 | Uruguay (bandiera)    | C     | Gonzalo Porras       |
| 19 | Uruguay (bandiera)    | C     | Emiliano Tellechea   |
| 20 | Argentina (bandiera)  | C     | David Vega           |
| 21 | Argentina (bandiera)  | C     | Facundo García       |
| 23 | Argentina (bandiera)  | D     | Mauricio Rosales     |
| 25 | Argentina (bandiera)  | D     | Nicolás Pantaleone   |
| 27 | Argentina (bandiera)  | C     | Rodrigo Cabalucci    |
| 28 | Argentina (bandiera)  | D     | Pedro Silva Torrejón |
| 29 | Venezuela (bandiera)  | C     | Michael Covea        |
| 30 | Argentina (bandiera)  | C     | Lautaro Belleggia    |
| 31 | Argentina (bandiera)  | C     | Said Llambay         |
| 32 | Argentina (bandiera)  | C     | Daniel Ibáñez        |
| 33 | Slovacchia (bandiera) | A     | David Depetris       |

## Rosa 2021-2022
| N. |                      | Ruolo | Calciatore               |
| -- | -------------------- | ----- | ------------------------ |
|    | Argentina (bandiera) | P     | Guido Villar             |
|    | Argentina (bandiera) | P     | Federico Cosentino       |
|    | Argentina (bandiera) | P     | Braian Pastor            |
|    | Argentina (bandiera) | D     | Agustín Bellone          |
|    | Argentina (bandiera) | D     | Nicolás Capraro          |
|    | Argentina (bandiera) | D     | Matías Escudero          |
|    | Argentina (bandiera) | D     | Martín Ferreyra          |
|    | Argentina (bandiera) | D     | Exequiel Rodrigo Herrera |
|    | Argentina (bandiera) | D     | Ángel Rodrigo López Alba |
|    | Argentina (bandiera) | C     | Facundo Affranchino      |
|    | Argentina (bandiera) | C     | Cristian Amarilla        |
|    | Argentina (bandiera) | C     | Lucas Argüello           |
|    | Argentina (bandiera) | C     | Claudio Cevasco          |
|    | Argentina (bandiera) | C     | Ivo Di Buo               |
|    | Argentina (bandiera) | C     | Sebastián Fernández      |

| N. |                      | Ruolo | Calciatore      |
| -- | -------------------- | ----- | --------------- |
|    | Argentina (bandiera) | C     | Nadir Hadad     |
|    | Argentina (bandiera) | C     | Ezequiel Ham    |
|    | Argentina (bandiera) | C     | Abel Mendez     |
|    | Argentina (bandiera) | C     | Gustavo Mendoza |
|    | Argentina (bandiera) | C     | Leonardo Valdez |
|    | Argentina (bandiera) | C     | Ulises Virreyra |
|    | Argentina (bandiera) | A     | Luis Vila       |
|    | Argentina (bandiera) | A     | Pablo Soda      |
|    | Argentina (bandiera) | A     | Mauro Sabatini  |
|    | Argentina (bandiera) | A     | Juan Perotti    |
|    | Argentina (bandiera) | A     | Diego Ledesma   |
|    | Argentina (bandiera) | A     | Braian Guille   |
|    | Argentina (bandiera) | A     | Nelson Da Silva |
|    | Argentina (bandiera) | A     | Alejo Blanco    |

## Rose delle stagioni precedenti
- 2010-2011

## Palmarès

### Competizioni nazionali
- Primera B Nacional: 4

Apertura 2001, Apertura 2006, Clausura 2007, 2009-2010

### Competizioni regionali
- Torneo Regional: 2

1984, 1985-1986

### Altri piazzamenti
- Primera B Nacional:

Terzo posto: 2012-2013

## Altri sport
Il club si è distinto nel basket, dove ha vinto due volte il campionato per club argentino (1974 e 1978).